# Constantijn Jansen op de Haar
Constantijn Guilhem Jansen op de Haar (Oldenzaal, 3 juli 1983) is een Nederlands politicus en bestuurder. Hij is lid van de PvdA. Sinds 1 oktober 2022 is hij burgemeester van Kapelle.

## Jeugd, opleiding en loopbaan
Jansen op de Haar groeide op in Tilligte. Hij ging van 1995 tot 2002 naar het havo op het Twents Carmel College. Van 2002 tot 2009 studeerde hij geschiedenis en staatsinrichting aan de lerarenopleiding van de Hogeschool Utrecht. Van 2003 tot 2007 was hij docent geschiedenis. Van 2010 tot 2014 was hij adviseur bij adviesbureau BMC. Van 2014 tot 2015 was hij projectleider infrastructuur bij de Stadsregio Amsterdam.

## Politieke loopbaan
Jansen op de Haar werd tijdens zijn studie lid van de Jonge Socialisten en had van 2004 tot 2005 ook zitting in het landelijk bestuur. Later werd hij ook lid van de PvdA en was namens deze partij van 2006 tot 2010 gemeenteraadslid in Utrecht. Van 2015 tot 2022 was hij namens de PvdA lid van het algemeen bestuur en hoogheemraad van Hoogheemraadschap De Stichtse Rijnlanden met in zijn portefeuille klimaatadaptatie, duurzaamheid, zuiver en de digitale transformatie.

## Burgemeester van Kapelle
Jansen op de Haar werd op 21 juli 2022 door de gemeenteraad van Kapelle voorgedragen als nieuwe burgemeester. Hiermee werd hij de opvolger van de waarnemend burgemeester en CDA'er Fons Naterop. Op 14 september van dat jaar werd bekendgemaakt dat de minister van Binnenlandse Zaken en Koninkrijkrelaties heeft besloten hem voor te dragen voor benoeming bij koninklijk besluit met ingang van 1 oktober dat jaar. Op 6 oktober van dat jaar vond de beëdiging en installatie plaats.
Jansen op de Haar heeft bestuur, regionale samenwerking, bedrijfsvoering (inclusief P&O, ICT, communicatie), burgerzaken & dienstverlening, burger- & overheidsparticipatie, openbare orde & veiligheid, crisisbestrijding en integrale handhaving in zijn portefeuille en hij vertegenwoordigt de gemeente als plaatsvervangend lid bij de GGD Zeeland. Daarnaast is hij lid van het algemeen en dagelijks bestuur van Samenwerking De Bevelanden, lid van het algemeen bestuur van de Veiligheidsregio Zeeland, lid van het veiligheidscollege van de Regionale Eenheid Zeeland - West-Brabant en bestuurslid van de Vereniging Zeeuwse Gemeenten.

## Privéleven
Jansen op de Haar is getrouwd en heeft twee kinderen.